# NGC 5623
NGC 5623 is een elliptisch sterrenstelsel in het sterrenbeeld Ossenhoeder. Het hemelobject werd op 13 maart 1785 ontdekt door de Duits-Britse astronoom William Herschel.

## Synoniemen
- UGC 9260
- MCG 6-32-35
- ZWG 192.21
- PGC 51598